# Cunninghammyces
Cunninghammyces es un género de hongos de la familia Cyphellaceae. El género incluye 2 especies que se han encontrado en Nueva Zelanda y en Réunion.